# وضاع حبي هناك (فلم)
وضاع حبي هناك  فيلم دراما مصري من إخراج وقصة علي عبد الخالق لعام 1982، كتب السيناريو والحوار الكاتب والمخرج والناقد السينمائي أحمد صالح. الفيلم من بطولة حسين فهمي، عفاف شعيب، ناهد جبر، زهرة العلا، عماد حمدي، ومريم فخر الدين  وتدور الأحداث حول نادية التي تتزوج فارس أحلامها، المهندس حسين، والذي يتم استدعائه للقوات المسلحة وخلال العمليات العسكرية يفقد الجميع أخباره ولا يعود لبيته، ومازالت نادية تؤمن بوجوده على قيد الحياة وتعثر عليه بعد سنوات طوال ولكن يضيع حبها.
الفيلم هو النسخة العربية من الفيلم الإيطالي «عباد الشمس» للمخرج فيتوريو دي سيكا الصادر عام 1970 من بطولة صوفيا لورين ومارسيلو ماستروياني، وحصل على جوائز عالمية لصوفيا لورين كما رشحت الموسيقى التصويرية للفيلم، من ألحان هنري مانشيني لجائزة أوسكار أفضل موسيقى تصويرية عام 1971.
صدر الفيلم إلى دور العرض المصرية في 19 يوليو 1982.
منح موقع قاعدة بيانات الأفلام العربية «السينما.كوم» الفيلم درجة 4.1/ 10.

## طاقم التمثيل
حسين فهمي: في دور حسين سامي/ نصر
عفاف شعيب: في دور نادية (زوجة حسين)
ناهد جبر: في دور هدى (زوجة نصر)
زهرة العلا: في دور فضيلة (خالة نادية)
عماد حمدي: في دور سامي (والد حسين)
مريم فخر الدين: في دور توحيدة (والدة حسين)
سمية الألفي: في دور صفية سامي (شقيقة حسين)
ميمي جمال: في دور سهير
نظيم شعراوي: في دور فتحي
مصطفى الشامي: في دور مجند
بالاشتراك مع: إحسان شريف – إلهامي فايد – أنور ناشد – سمير رستم – محمود كامل – نادية شمس الدين – بدرية عبد الجواد.

## أحداث الفيلم
تعمل نادية (عفاف شعيب)، الأرملة الشابة، سكرتيرة في أحد الشركات، وتسعى لجذب إنتباه المهندس حسين سامي (حسين فهمي)، ولكنه دائما يتجاهلها، مما يجعلها تثور عليه وتهينه أمام زملائه. يأمرها مديرها فتحي (نظيم شعراوي) على الإعتذار للمهندس أمام زملائه. تتسبب هذه المشاحنة في تقاربهم ويذهب حسين لمقابلة خالتها فضيلة (زهرة العلا) التي قامت برعايتها بعد موت والديها، وتوافق على الخطوبة. يغضب والد حسين، سامي (عماد حمدي)، ووالدته توحيدة (مريم فخر الدين)، فقد تم كل شيء دون استشارتهم. يسافر العروسان للإسكندرية لقضاء شهر العسل، ولكن يصل إستدعاء لحسين للقوات المسلحة، بسبب مناوشات من إسرائيل في مايو 1967، وصحب حسين زوجته لمنزل والديه، الذين لم يحسنوا استقبالها، ولكن شقيقة حسين المطلقة صفية (سميه الألفى)، تحسن إستقبال نادية، وتسمح لها بالإقامة في حجرة حسين، طوال فترة غيابه، ولكن ناديه تفضل الإقامة مع خالتها فضيلة. يعود حسين في أجازة 24 ساعة ليقضيها كاملة مع نادية، ثم يتجه للجبهة بسيناء، حيث نشبت حرب 5 يونيه وكانت الهزيمة القاسية، وأصيب حسين بشظية في كتفه وانقطعت أخباره، تبحث نادية عن حسين في كل مكان بين المصابين والشهداء، ولا تترك إدارة من إدارات القوات المسلحة، إلا ولجأت إليها، وهي دائما متأكدة من وجوده على قيد الحياة. يخبرها أحد زملائه أنه شاهده آخر مرة بالقرب من مدينة القنطرة شرق مصابا، وهي المدينة التي وقعت بأهلها في يد العدو. تمر السنين، وفي أكتوبر 1973 تتحرر مدينة القنطرة شرق، وتنتهز نادية فرصة سفر بعض الصحفيين الأجانب للمدينة، وتحصل على تصريح لمصاحبتهم. تتجول نادية في أنحاء المدينة التي أصابها الخراب وهي تعرض صورة حسين على كل من تقابله، حتى وافتها إحداهن بمكان تواجده، حيث قابلت هدى (ناهد جبر) التي تتعرف على صورة حسين، وتخبرها أنه زوجها «نصر»، الذي وجدته مصابا بشظية فحملته لمنزلها، ولأنها ممرضة، فقد قامت باستخراج الشظية بمساعدة شقيقها شاكر، وبسبب كثرة نزيف نصر فقد مكث بمنزلهم فترة طويلة، كانوا يخفونه عن أعين قوات الإحتلال، وعندما اكتشفت فقدانه للذاكرة، سمحت له بالبقاء معهم. وتضيف هدى أنها تزوجت المصاب وأنجبت طفلاً عمره الآن 5 سنوات. تترك نادية بيت هدى حيث تلتقي بزوجها السابق «حسين» أو زوج هدى الحالي «نصر»، وتجد ناديه انه لا مكان لها، بعد ان ضاع حبها.

## وصلات خارجية
- وضاع حبي هناك على موقع قاعدة بيانات الأفلام العربية
- وضاع حبي هناك على موقع الدهليز
- وضاع حبي هناك على موقع كاروهات

https://mohamedfawzyfilms.com/ar/production/other/movie/wdhaa-hba-hnak وضاع حبي هناك (فلم)